# Matrimonio entre humanos y animales
Se conoce como matrimonio entre humanos y animales a los matrimonios producidos entre humanos y animales no humanos. Esta temática es recurrente en la mitología y la ficción mágica. En el siglo XXI, ha habido numerosos informes a lo largo de todo el mundo de humanos casándose con sus mascotas y otros animales. El matrimonio entre humanos y animales a menudo se considera como zoofilia, aunque no están necesariamente vinculados. Aunque el matrimonio entre animales y humanos no se menciona específicamente en las leyes nacionales, el acto de participar en actos sexuales con un animal es ilegal en algunos países.

## Matrimonio entre humanos y animales en el folclore
La práctica del matrimonio entre animales y humanos ha aparecido en el folclore y en varias historias mitológicas donde a menudo se entiende que significa un matrimonio entre una deidad y un humano que involucra a dioses o héroes. Muchas tribus de nativos estadounidenses rastrean el origen de la humanidad a los matrimonios entre otros animales y humanos. Los indígenas cheyenes tienen una historia de matrimonio entre animales y humanos en "La chica que se casó con un perro". El cuento popular chino "La diosa del gusano de seda" es un ejemplo de un cuento donde una mujer se casa con un caballo. Una leyenda irlandesa similar habla de un rey que se casa con un caballo, simbolizando una unión divina entre el rey y la diosa de la tierra.
La historia más famosa del animal como novio que ha sobrevivido en los tiempos modernos es La Bella y la Bestia, de Gabrielle-Suzanne Barbot de Villeneuve. Según Bernard Sergent, "el matrimonio entre humanos y animales es una unión demasiado remota como el incesto es una unión demasiado cercana. Comparado con un matrimonio equilibrado, entre humanos pero de otro clan o de otro pueblo, es decir, dependiendo de la sociedad, en el marco de una endogamia o exogamia bien medida, el incesto transgrede la norma porque es una endogamia exagerada, y el matrimonio con animales la transgrede porque es una exogamia exagerada".

## Matrimonio entre humanos y animales en la posmodernidad
En muchas jurisdicciones, si no en la mayoría, no existen precedentes legales para con el matrimonio con animales; sin embargo, varias personas afirman haberlo hecho.
En Estados Unidos, en 1992, un hombre llamado Mark Matthews se casó con su caballo y escribió unas memorias en las que describía cómo ocultaba su zoofilia a su familia metodista. Otro hombre estadounidense en 2005, ordenado pastor de la Iglesia de la Vida Universal, casó a humanos y a sus mascotas.
En 2005, una mujer británica se casó con un delfín. Cuando el delfín murió, en 2021, la mujer lloró su pérdida, y dijo que nunca se casaría de nuevo.
El incidente del matrimonio de una cabra en Sudán fue noticia en 2006, cuando un hombre fue obligado a casarse con una cabra después de ser descubierto en una interacción sexual con ella, generando una intensa polémica en el país. La cabra moriría posteriormente en extrañas circunstancias. En 2013, un hombre brasileño supuestamente se casó con una cabra en una iglesia satánica después de que su plan fuera rechazado por su iglesia evangélica. En 2022, otro hombre, en Indonesia, se casó con su cabra.
En 2010, en Bali,, un joven de 18 años llamado Ngurah Alit fue descubierto manteniendo relaciones sexuales con una vaca, que según él había coqueteado con él. Como parte de un ritual pecaruano, fue obligado a casarse con el animal. Se creía que la ceremonia purificaba la aldea del acto inmoral de bestialidad. La vaca fue ahogada en el océano, mientras que la ropa de Alit también fue sumergida simbólicamente en el mar.